# Mont Fortin
Pour les articles homonymes, voir Mont Fortin (Italie).
Le mont Fortin est une montagne québécoise de la région du Saguenay–Lac-Saint-Jean. Située dans l'arrondissement de Jonquière à Saguenay, on y trouve un centre de ski.